# Singular: Act II
Singular: Act II è il quarto album in studio della cantante statunitense Sabrina Carpenter, pubblicato il 19 luglio 2019 dalla Hollywood Records.

## Antefatti
Parlando dell'album la Carpenter spiega: 
Il 4 giugno 2019 Carpenter rivela la cover dell'album, mentre poco più tardi rivela che l'album uscirà il 19 luglio 2019. Carpenter rivela la tracklist il giorno seguente.

## Singoli
Pushing 20 è stata pubblicata come primo singolo dell'album l'8 marzo 2019.
Exhale è stata pubblicata come secondo singolo dell'album il 3 maggio 2019.
In My Bed è stata pubblicata come terzo singolo dell'album il 7 giugno 2019.

### Singoli promozionali
I'm Fakin è stata pubblicata come primo e unico singolo promozionale dell'album il 12 luglio 2019, una settimana prima del suo rilascio.

## Descrizione
Musicalmente, Singular: Act II è un album dance-pop e R&B, con influenze hip-hop e trap. L'album parla di auto riflessione e della scoperta di se stessi. L'album si apre con la traccia In My Bed, una canzone dance-pop ed elettropop, con influenze synth pop. La traccia parla di quando la vita sembra molto da affrontare. La seconda traccia, Pushing 20, è stata scritta quando la Carpenter ha compiuto vent'anni. La canzone è una dance-pop e R&B, con alcune sfumature di trap e hip-hop. Letteralmente, parla di non ascoltare le opinioni degli altri e di essere sempre se stessi. I Can't Stop Me è una traccia trap-pop e R&B, con influenze hip-hop. La canzone parla di quando un significante qualcuno prova a dirti cosa è giusto per te. I'm Fakin è una canzone dance-pop e tropical house che parla degli alti e bassi in una relazione. Take Off All Your Cool parla di qualcuno che finge di essere un'altra persona. Exhale, descritta dalla cantante come la sua canzone più personale, è una elettro-R&B ballad, che parla dell'ansia. Take You Back riguarda realizzare che non hai più bisogno di qualcuno nella tua vita. Looking At Me è una canzone hip-hop con influenze latine. Essa parla del possesso della fiducia e sull'essere al centro dell'attenzione.

## Tracce
1. In My Bed – 3:09 (Sabrina Carpenter, Steph Jones, Mike Sabath)
2. Pushing 20 – 2:46 (Sabrina Carpenter, Warren "Oak" Felder, Paul Guy Shelton II)
3. I Can't Stop Me (feat. Saweetie) – 3:41 (Gino Borri, Brett McLaughlin, Mikkel Eriksen, Sabrina Carpenter, Saweetie)
4. I'm Fakin – 2:55 (Sabrina Carpenter, Katie Pearlman, Jackson Morgan Andrés Torres, Mauricio Rengifo)
5. Take Off All Your Cool – 3:03 (Sabrina Carpenter, Trevor Brown, Zaire Koalo, Steph Jones, Warren "Oak" Felder)
6. Tell Em – 4:40 (Sabrina Carpenter, Bianca Atterberry, Sidney Swift, Dayyon Alexander Drinkard)
7. Exhale – 2:44 (Johan Carlsson, Ross Golan, Sabrina Carpenter)
8. Take You Back – 2:48 (Brett McLaughlin, Sabrina Carpenter, Jonas Jeberg, Chloe Angelides)
9. Looking at Me – 3:00 (Johan Carlsson, James Alan Ghaleb, Sabrina Carpenter)

Tracce esclusive della versione giapponese
1. Sue Me (Acapella) – 3:23 (testo: Sabrina Carpenter, Warren "Oak" Felder, Steph Jones, Trevor Brown, William Zaire Simmons)
2. Alien (con Jonas Blue) (Acoustic) – 3:25 (testo: Sabrina Carpenter, Janee Bennett, Guy James Robin)

## Classifiche
| Classifica  | Posizione massima |
| ----------- | ----------------- |
| Stati Uniti | 138               |